# Omega Tribe (manga)
Omega Tribe (オメガトライブ?, Omega Toraibu) è un manga in 14 volumi, scritto e disegnato da Yukio Tamai, pubblicato sul periodico settimanale Big Comic Spirits dal 3 settembre 2001 al 16 maggio 2005. In Italia è stato pubblicato da Goen dal 28 novembre 2015 al 22 aprile 2022.

## Manga
Il manga, scritto e disegnato da Yukio Tamai, è stato serializzato dal 3 settembre 2001 al 16 maggio 2005 sulla rivista Big Comic Spirits edita da Shōgakukan. I vari capitoli sono stati raccolti in quattordici volumi tankōbon pubblicati dal 25 dicembre 2001 al 28 ottobre 2005.
In Italia la serie è stata pubblicata da RW Edizioni sotto l'etichetta Goen nella collana Sci-fi Collection dal 28 novembre 2015 al 22 aprile 2022.

### Volumi
| Nº | Data di prima pubblicazione | Data di prima pubblicazione | Data di prima pubblicazione | Data di prima pubblicazione |
| Nº | Giapponese                  | Giapponese                  | Italiano                    | Italiano                    |
| -- | --------------------------- | --------------------------- | --------------------------- | --------------------------- |
| 1  | 25 dicembre 2001            | ISBN 4-09-185622-5          | 28 novembre 2015            | ISBN 978-88-6712-431-2      |
| 2  | 30 marzo 2002               | ISBN 4-09-185623-3          | 18 novembre 2016            | ISBN 978-88-6712-477-0      |
| 3  | 29 giugno 2002              | ISBN 4-09-185624-1          | 31 ottobre 2020             | ISBN 978-88-6712-514-2      |
| 4  | 30 ottobre 2002             | ISBN 4-09-185625-X          | 26 marzo 2021               | ISBN 978-88-9284-009-6      |
| 5  | 28 febbraio 2003            | ISBN 4-09-185626-8          | 16 aprile 2021              | ISBN 978-88-9284-086-7      |
| 6  | 30 maggio 2003              | ISBN 4-09-185627-6          | 30 luglio 2021              | ISBN 978-88-9284-108-6      |
| 7  | 30 agosto 2003              | ISBN 4-09-185628-4          | 13 agosto 2021              | ISBN 978-88-9284-130-7      |
| 8  | 25 dicembre 2003            | ISBN 4-09-185629-2          | 17 settembre 2021           | ISBN 978-88-9284-161-1      |
| 9  | 30 aprile 2004              | ISBN 4-09-185630-6          | 26 novembre 2021            | ISBN 978-88-9284-162-8      |
| 10 | 30 giugno 2004              | ISBN 4-09-185660-8          | 17 dicembre 2021            | ISBN 978-88-9284-173-4      |
| 11 | 30 novembre 2004            | ISBN 4-09-187481-9          | 30 dicembre 2021            | ISBN 978-88-9284-198-7      |
| 12 | 28 febbraio 2005            | ISBN 4-09-187482-7          | 28 gennaio 2022             | ISBN 978-88-9284-200-7      |
| 13 | 30 maggio 2005              | ISBN 4-09-187483-5          | 25 marzo 2022               | ISBN 978-88-9284-237-3      |
| 14 | 28 ottobre 2005             | ISBN 4-09-187484-3          | 22 aprile 2022              | ISBN 978-88-9284-240-3      |